# 橋本實
橋本 實（はしもと みのる、1931年（昭和6年）8月17日 - ）は、日本の実業家。日本鋼管常務を務めた後、日本鋼管子会社の社長を務めた。日本鋼管が川崎製鉄と合併し、JFEスチールが誕生すると子会社のJFE物流特別顧問となる。東京都渋谷区出身。
大日本麦酒（現：サッポロビール）の常務を務めた橋本卯太郎の孫。ジャーナリストの橋本明、外交官の橋本宏は弟。首相を務めた橋本龍太郎、高知県知事を務めた橋本大二郎は従弟にあたる。

## 経歴

### 生い立ち
1931年（昭和6年）後に最高検察庁検事になる東京在住の父・橋本乾三と母・千代の長男として出生する。東京の学校に通うが、小学校在学中に日本の戦況が徐々に悪化するに伴い、学習院初等科の3年生以上が疎開を開始する。当時6年生だった橋本によると、「戦争中は日光、岡山等に疎開した。岡山では吉備郡秦村字秦下（現：総社市）の親類宅から秦村国民学校に通った。」という。
その後、疎開先の総社から近い旧制岡山県立高梁中学（現：岡山県立高梁高等学校）に進学する。在学中に日本が第二次世界大戦で敗戦すると、1945年（昭和20年）11月、橋本が旧制中学2年次のときに、再び東京へ戻り、学習院高等科（尋常科4年と高等科3年）へ編入する。この後、日本の教育システムが旧制度から新制度へ移行するに伴い、7年制の高等科（新制高校に相当）が1年短縮し、1950年（昭和25年）に同校を卒業し、学習院大学政経学部へ進学する。1954年（昭和29年）同校を卒業する。

### 日本鋼管の社員として

#### 尊敬する先輩との出会い
大学卒業後、日本鋼管へ入社し、神奈川県にある鶴見製鉄所へ配属となる。ここで、将来の橋本の運命を左右する出来事があり、当時、同製鉄所の副所長をしていた深掘佐市と出会う。深掘は技術屋出身で勤務態度は真面目であり、24時間休みなく動く製鉄所を朝の7時半には出社し現場を一回りしてから執務室で業務を行っていた。深掘は、若い頃にドイツのハイデルベルク大学に留学の経験があった。彼は、若かき日に学んだドイツ語を忘れないように、家にドイツ語の教師を呼んでいた。そんな、深掘を橋本は尊敬していた。

#### ドイツへ赴任
1975年（昭和50年）橋本のドイツ赴任が決まると、ドイツでの過ごし方やアドバイスを深掘からもらっている。特に、ドイツ人学生はビアホールにあつまり学生歌を歌う習わしがある。ドイツに行ったら学生歌集があるから買うと良いと教えてもらう。しかし、デュッセルドルフの町の本屋では見つからず、アルトハイデルベルクで苦労して見つけることが出来た。その後、同じ日本鋼管のドイツ駐在員が家族へのお土産として、橋本の学生歌集を持って日本へ帰ってしまった。またすぐに購入できると思っていた橋本だが、まったく見つからず、最後に赴任したウィーンでようやく学生歌集を発見する。この歌集は橋本の生涯の宝物になった。
その後、1979年（昭和54年）に帰国し、48歳で鋼管輸出部長となる。1981年（昭和56年）資材部長となり、1983年（昭和58年）52歳で日本鋼管アメリカ社長となり、ニューヨークへ赴任する。橋本はアメリカ支社長のときに、雑誌のインタビューで、「保護主義の影米西部を覆う」と題して、日米間の貿易摩擦を警戒していた。1986年（昭和61年）6月27日、54歳で同社の取締役へ就任する。

#### 経営者として
1988年（昭和63年）6月29日、橋本が56歳のときに日本鋼管の常務取締役へ就任する。1990年（平成2年）に日本鋼管の化学部門が分社化し、その会社の取締役となり、また、ロシアの南ヤクート炭開発協力・副社長となる。その後、1991年（平成3年）には、芙蓉海運の社長に就任する。この他にも、日本鋼管の系列会社であるトーアスチール社長や日本鋼管不動産の監査役等を務める。
複数の会社の重役を務めていたが、1992年（平成4年）物流コストの上昇から、海運・陸運の一体化を行い、合理化するために芙蓉海運と日本鋼管鉄鋼倉庫が同年4月1日に合併し、NKK物流（現：JFE物流）が発足する。初代社長は橋本が就任する。1996年（平成8年）64歳の時に同社社長を退任し、同社顧問となる。

#### 日本鋼管（NKK）と川崎製鉄の合併
2002年（平成14年）9月27日に日本鋼管と川崎製鉄が合併し、鉄鋼メーカーで国内2位となるJFEスチールが誕生する。これにより、NKK物流も商号がJFE物流となる。橋本は71歳で、同社の特別顧問に就任する。その他にも、2020年（令和2年）8月現在、学習院の同窓会である神奈川県の湘南桜友会顧問も務めている。

## 略歴
- 1931年 - 父・橋本乾三、母・千代の長男として東京で出生する
- 疎開中は岡山県の旧制高梁中学（現・岡山県立高梁高等学校）に通う
- 1945年 - 学習院高等科へ編入する
- 1950年 - 高等科卒業、学習院大学へ進学する
- 1954年 - 学習院大学政経学部政治学科を卒業、日本鋼管へ入社する
- 1971年 - 福山製鉄所人事課長から社長室秘書課長となる
- 1975年 - 欧州事務所長となる
- 1979年 - 鋼管輸出部長となる
- 1981年 - 資材部長となる
- 1983年 - NKKアメリカ社長・同ニューヨーク事務所長へ昇進
- 1986年 - 取締役鉄鋼事業部・輸出営業部門担当となる
- 1988年 - 常務取締役へ就任する
- 1992年 - NKK物流初代社長へ就任する
- 1996年 - 同社社長を退任し顧問となる
- 2002年 - NKKと川鉄が合併、NKK物流がJFE物流となり同社特別顧問となる